# Actictenia punctunculus
Espèce
Actictenia punctunculus est un insecte lépidoptère de la famille des Geometridae vivant en Australie.

## Galerie

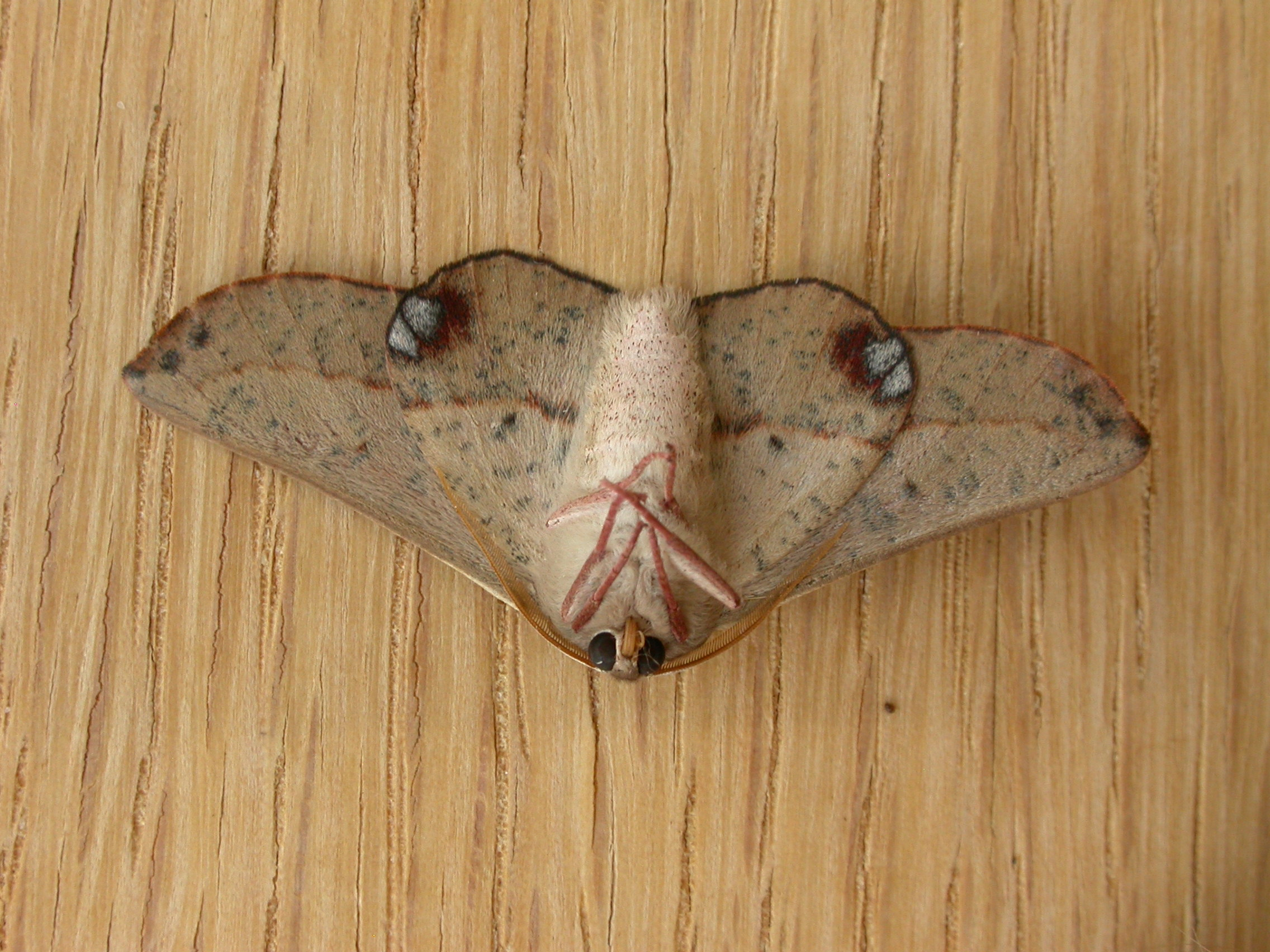